# Wilhelm Koppe

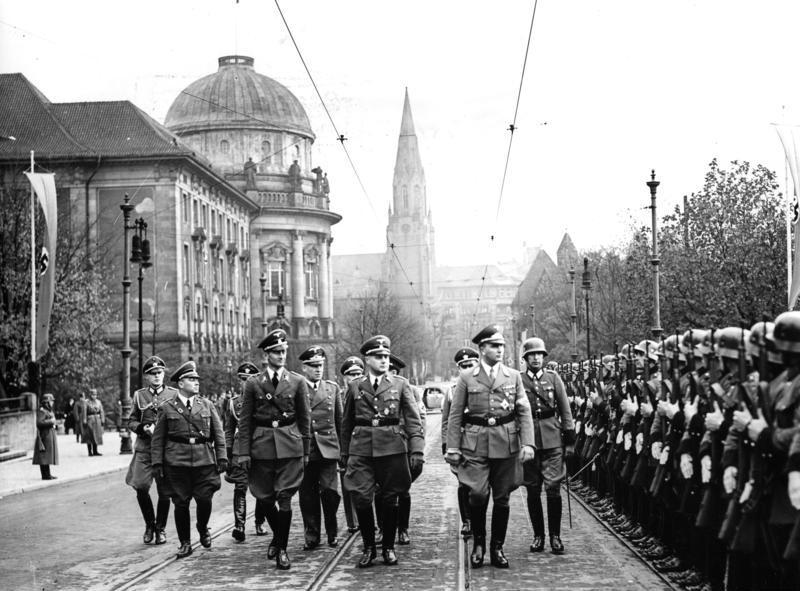
Wilhelm Koppe i Arthur Greiser przed kompanią honorową Wehrmachtu (Poznań, listopad 1939)

Wilhelm Koppe (ur. 15 czerwca 1896 w Hildesheimie, zm. 2 lipca 1975 w Bonn) – niemiecki Wyższy Dowódca SS i Policji w Kraju Warty i Generalnym Gubernatorstwie oraz SS-Obergruppenführer, generał Waffen-SS. Zbrodniarz niemiecki, odpowiedzialny za masowe zbrodnie na Polakach i Żydach w czasie okupacji niemieckiej w Polsce. Sekretarz stanu do spraw bezpieczeństwa (niem. Staatssekretar fur das Sicherheitswesen) w rządzie Generalnego Gubernatorstwa.

## Życiorys
Koppe urodził się w Hildesheimie, był weteranem I wojny światowej. Początkowo był drobnym kupcem i hurtownikiem. Do NSDAP wstąpił w 1930, do SA w 1931, a w 1932 do SS. Do wybuchu II wojny światowej pełnił funkcję regionalnego dowódcy SS i SD m.in. w Münster, Gdańsku, Dreźnie i Lipsku.

## II wojna światowa
W październiku 1939 Koppe został powołany na stanowisko Wyższego Dowódcy SS i Policji w Kraju Warty (niem. Wartheland) w okupowanej Polsce. Był współpracownikiem gauleitera Arthura Greisera w prześladowaniu miejscowej ludności żydowskiej i polskiej – m.in. ofiarował Greiserowi jeden ze swych oddziałów policyjnych do eksterminacji ludzi chorych na gruźlicę. Na przełomie maja i czerwca 1940 organizował masowy mord przy użyciu samochodowych komór gazowych na 1558 niemieckich i ok. 500 polskich niepełnosprawnych pacjentach z ośrodka opiekuńczego w Działdowie.
Jego zwierzchników uderzała jego nadgorliwość i bezwzględność, pozbawiona cienia ludzkich uczuć. Był teoretykiem kolonizacji wschodu przez element germański. W listopadzie 1939 roku Wilhelm Koppe wydał polecenie, aby Poznań w przeciągu trzech miesięcy stał się wolny od Żydów (niem. judenrein) – był wówczas odpowiedzialny zarówno za eksterminację Żydów, jak i za stosowanie represji (w tym masowe egzekucje i deportacje) wobec pozostałej ludności (m.in. masowe wysiedlenia Polaków), którą III Rzesza pozbawiła większości praw. Był również współodpowiedzialny za mord na kilku tysiącach Żydach w Lesie Krążel w gminie Kazimierz Biskupi. Za swoją służbę w Kraju Warty uzyskał 30 stycznia 1942 awans na jeden z najwyższych stopni w SS: Obergruppenführera.
W listopadzie 1943 Koppe został członkiem rządu generalnego gubernatorstwa dzięki powołaniu go na stanowisko Wyższego Dowódcy SS i Policji GG, z siedzibą w Krakowie. Zastąpił on Friedricha Wilhelma Krügera. Równolegle sprawował funkcję sekretarza stanu do spraw bezpieczeństwa (niem. Staatssekretär für das Sicherheitswesen) w „rządzie” Generalnego Gubernatorstwa. Również na tych stanowiskach Koppe był jednym z głównych organizatorów terroru wobec cywilnej ludności polskiej, stosując odpowiedzialność zbiorową i akcje pacyfikacyjne. Na przełomie stycznia i lutego 1944 wydał rozkaz rozstrzelania 100 Polaków, więźniów politycznych z hitlerowskiego więzienia Montelupich, w odwecie za nieudany zamach na generalnego gubernatora Hansa Franka (akcji dokonała Armia Krajowa dnia 29 stycznia 1944). Zgodnie z tym poleceniem 50 Polaków rozstrzelano w dniu 2 lutego 1944 w Dębicy, a następnych 50 w miejscowości Podłęże.
6 czerwca 1944 przygotował akcję przeciwpartyzancką w lasach biłgorajskich, połączoną z rozkazem z 27 czerwca 1944 nakazującym stosowanie metod odwetowych wymierzonych w ludność cywilną za zamachy na Niemców lub próby sabotażu ważnych urządzeń (wbrew opinii szefa RSHA Ernsta Kaltenbrunnera, który stwierdził, iż metody odwetowe nie dają pożądanych rezultatów) – zgodnie z jego rozkazem wydanym 19 lipca 1944 roku miano rozstrzeliwać nie tylko ujętych sprawców, ale wszystkich mężczyzn z ich rodzin (ojciec, synowie od lat 16, bracia, szwagrowie, wujowie i stryjowie). Kobiety miały być deportowane do obozów koncentracyjnych.
Za dokonane w Polsce zbrodnie Polskie Państwo Podziemne wydało na Wilhelma Koppego wyrok śmierci – 11 lipca 1944 w Krakowie w ramach tzw. Akcji Główki miał miejsce nieudany zamach (Akcja Koppe) na jego życie, dokonany przez 1 kompanię „Pegaz” Batalionu Parasol. Koppe został w nim ranny, lecz udało mu się zbiec. Zginął za to jadący z nim tego dnia adiutant, kapitan Felix Hoheisel.
Jako Wyższy Dowódca SS i Policji w Generalnym Gubernatorstwie (niem. Höhere SS und Polizei Führer, HSSPF), 20 lipca 1944 wydał rozkaz ewakuowania lub mordowania więźniów, podczas wycofywania się oddziałów niemieckich z terytorium okupowanej Polski. Zwłoki rozstrzelanych polecił palić lub wysadzać w powietrze budynki więzienne. W instrukcji zaznaczał, iż więźniowie nie mogą być wyzwoleni. W kwietniu 1945 przeniesiono go na stanowisko Wyższego Dowódcy SS i Policji na tzw. obszarze „Süd” (siedzibę miał w Monachium, od listopada 1943 był także dowódcą miejscowego Nadregionu SS „Ost”).

## Okres powojenny
Po wojnie Koppe został dyrektorem jednej z fabryk czekolady w RFN pod fałszywym nazwiskiem Lohmann. Władze polskie bezskutecznie domagały się jego ekstradycji w związku z oskarżeniami o zbrodnie wojenne popełnione w okupowanej Polsce. W 1960 r. został aresztowany, ale 19 kwietnia 1962 zwolniony za kaucją w wysokości 30 tys. marek. W 1964 r. prokuratura w Bonn wszczęła przeciw niemu postępowanie, oskarżając m.in. o współudział w zamordowaniu 145 tys. osób. W 1966 r. postępowanie zostało oddalone przez sąd krajowy w Bonn z powodu złego stanu zdrowia oskarżonego. Zmarł w 1975 r. w Bonn. Nigdy nie poniósł kary za zbrodnie przeciwko ludzkości dokonane podczas II wojny światowej. 
Miał być jednym z rozmówców Krzysztofa Kąkolewskiego w jego zbiorze wywiadów ze zbrodniarzami nazistowskimi Co u pana słychać?